# 케네스 카운다
케네스 데이비드 카운다(영어: Kenneth David Kaunda, 1924년 4월 28일~2021년 6월 17일)는 잠비아의 정치인으로 1964년부터 1991년까지 초대 대통령을 지냈다.  그는 로디지아와 백인 다수의 지배로부터 해방시키는 데 추구했던 잠비아 독립 운동의 주요 역할을 하였다.  자신의 노력들로 카운다는 투옥과 몇몇의 라이벌 단체들과 대결들을 겪었다.
자신이 대통령이 되었던 시간부터 1991년 권력에서 떨어질 때까지 카운다는 비상 지휘권 아래 지배하여 결국적으로 자신의 정당인 통일국가독립당을 제외한 전체의 정당들을 금지하였다.  대통령 재임 동안 그는 엄격한 경제 문제들과 자신의 권력에 도전들과 함께 독재적으로 다루어 조국을 서방에 맞서 약간의 사회주의 경제 정책과 함께 성공을 거두었다.  결국적으로 아프리카에서 더욱 민주주의를 위하여 국제적인 압력 증가와 지속되는 경제 문제들 때문에 카운다는 1991년 직무로부터 강제 퇴임되었다.
하지만 전체로 봐서 카운다는 근대 아프리카의 건국 아버지들 중의 하나로 넓게 여겨진다.

## 어린 시절
북로디지아 친살리에 있는 루브와 전도구에서 태어난 카운다는 8명의 자식들 중에 막내였다.  그의 부친은 말라위에서 태어난 안수 스코틀랜드 교회의 목사이자 교사인 데이비드 카운다였으며 루브와 전도구에서 일하는 데 친살리로 이주하였다.  그는 루사카에 있는 무날리 훈련 센터에 참석하였다.
카운다는 처음에 어퍼 초등학교에서 교사이자 루브와에서 기숙사 스승이었다가 그러고나서 1943년부터 1945년까지 교장을 지냈다.  그는 육군 강사가 되는 데 루사카를 위하여 루브와를 떠났으나 면직되었다.  그는 한동안 솔리스베리와 빈두라 광산에서 일을 하고 있었다.  1948년 초순에 그는 코퍼벨트로 연합 선교소를 위하여 무풀리라에서 교사가 되었다.  이 시기에 그는 선도대 스카우트 그룹을 이끌었고 중앙 아프리카 회중 교회에서 성가대 지휘자였다.  그는 또한 한동안 은창가 의회의 부서기였다.

## 독립 투쟁

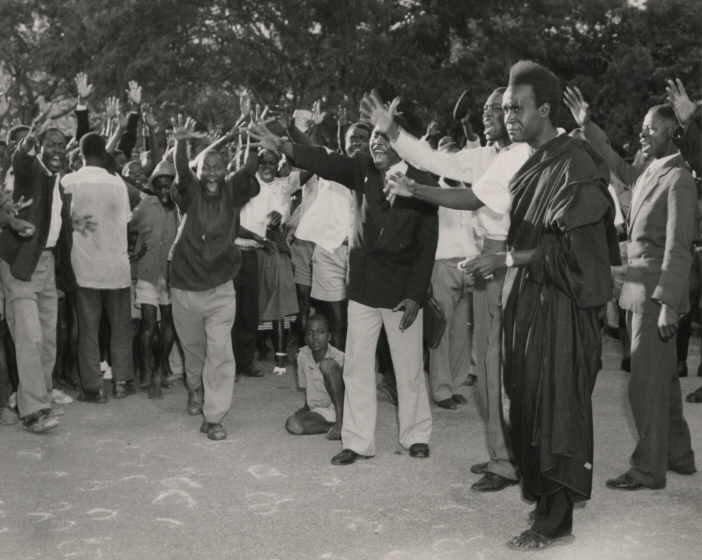
1960년 3월 식민지 장관 이언 매클라우드와 만난 후, 통일국가독립당의 지지자들과 함께 한 카운다 박사

1949년 카운다는 백인 정착자이자 북로디지아 입법 의회의 의원 스튜어트 고어브라운 경에게 아프리카 정세에 통역과 조언자가 되었다.  카운다는 식민지 정부의 지식을 얻고 가치 있는 정치적 능력을 배워 그가 그해 후순에 북로디지아에서 첫 주요 반식민지 조직 아프리카 국민회의 (ANC)에 입당했을 땨 둘다의 실력들이 그에게 잘 봉사하였다.  1950년대 초반에 카운다는 아프리카 국민회의의 사무총장이 되었다.  그는 운동의 사병과 함께 자신을 가까운 접촉으로 데려온 역할인 조직 임원을 지냈다.  그러므로 1958년 ~ 59년 아프리카 국민회의의 리더십이 전략을 놓고 충돌했을 때 카운다는 아프리카 국민회의의 운영 구조의 중요한 역할을 새로운 조직 잠비아 아프리카 국민 회의로 옮겼다.
4월 카운다는 비상근 교사가 되는 데 루브와로 돌아왔으나 1951년에 사임하였다.  그해 그는 당시 루아풀라주를 포함했던 북부주를 위하여 북로디지아 아프리카 국민 회의의 조직 비서가 되었다.  1953년 11월 그는 해리 은쿰불라 아래 아프리카 국민회의의 사무총장 직을 차지하러 루사카로 이주하였다.  당시 카운다와 은쿰불라의 합쳐진 노력들은 백인 지배의 로디지아 니아살랜드 연방에 대항하는 아프리카인들을 동원하는 것에 성공하지 못하였다.  1955년 카운다와 은쿰불라는 파괴적인 문학을 배포한 것으로 고된 노동에 2달간 투옥되었다.  그런 투옥과 다른 괴롭힘의 형성들은 아프리카의 민족주의 지도자들을 위하여 습관적이었다.  하지만 투옥의 경험은 카운다에 급진적인 영향을 가졌다.
은쿰불라가 백인 자유주의자들에 의하여 증가적으로 영향력이 있게 되고 다수 지배의 문제에 타협할 의향이 있는 것으로 보이면서 카운다와 은쿰불라는 떨어져 표류하였다.  은쿰불라의 아프리카 국민회의의 독재적으로 주장되는 리더십은 결국적으로 완전한 분할에 결과를 가져왔다.  카운다는 아프리카 국민회의에서 헤어져 1958년 10월 잠비아 아프리카 국민회의 (ZANC)를 형성하였다.
잠비아 국민회의는 1959년 3월에 금지되었다.  1959년 6월 카운다는 9개월 징역 선고를 받아 처음에 루사카에서, 그러고나서 솔리스베리 (하라레)에서 보냈다.  카운다가 감옥에 있었던 동안 마인자 초나와 다른 국민주의자들은 아프리카 국민회의로부터 떨어져 나갔다.  그해 10월 초나는 잠비아 국민회의의 후계자 통일국가독립당 (UNIP)의 초대 당장이 되었다.  하지만 초나는 당의 주요 창립자로서 자신을 보지 않았다.  카운다가 1960년 1월 석방되었을 때 그는 통일국가독립당의 당장으로 선출되었다.  1961년 7월 카운다는 불타는 학교와 차단 도로들로 구성된 북부주에서 폭력적인 시민 불복종을 결성하였다.
카운다는 1962년 선거가 열린 동안 통일국가독립당 후보로서 출마하였다.  이것은 카운다가 지방 정부와 사회 보장 장관으로서 함께 UNIP-ANC 연정에 결과를 가져왔다.  1964년 1월 통일국가독립당은 새로운 헌법 아래 총선을 이겨 은쿰불라 아래 아프리카 국민회의를 꺾었다.  카운다는 총리로 임명되었다.  10월 24일 그는 독립한 잠비아의 초대 대통령이 되었다.  사이먼 카프웨프웨는 부통령으로 임명되었다.

## 잠비아의 초대 대통령 (1964년 ~ 1991년)
카운다는 자신이 대통령이 되었던 시간부터 1991년 권력에서 떨어질 때까지 비상 지휘권 아래 지배하였다.  점점 더욱 편협한 상대가 되었던 카운다는 결국적으로 1968년 선거가 열린 동안 폭력에 이어 자신 소유의 당 통일국가독립당을 제외한 전체의 정당들을 금지시켰다.

### 룸파 교회
1964년 잠비아의 독립의 해에 카운다는 북부주에 있는 자신의 고향 구역 친살리에서 앨리스 렌시나에 의하여 이끌어진 독립적인 룸파 교회와 함께 다루어야 했다.  룸파 교회와 그의 투쟁들은 카운다를 위하여 끊임없는 문제가 되었다.  룸파 교회는 지상의 모든 권위를 거부하였다.  그것은 그 소유의 법원들을 이용하고 세금을 내거나 국가와 함께 등록되는 게 거절하였다.  교회는 통일국가독립당과 아프리카 국민회의 사이에 정치적 분쟁에 중립적인 입장을 취하려고 하였으나 백인 소수의 정부들과 협동으로 통일국가독립당에 의하여 고발을 당하였다.
통일국가독립당의 청소년과 룸파 교회의 일원들 사이에 특히 교회의 본부 친살리 구역에서 갈등이 일어났다.  총리로서 카운다는 대략 1500명의 마을 주민들의 사망과 렌시나의 수만명의 추종자들의 카탕가 주로 비행으로 이끈 북로디지아 연대의 2개의 대대에 보내졌다.  카운다는 1964년 8월 룸파 교회를 금지시키고 1991년까지 유지되었던 비상 지휘권을 선포하였다.

### 일당 국가와 "아프리카 사회주의"

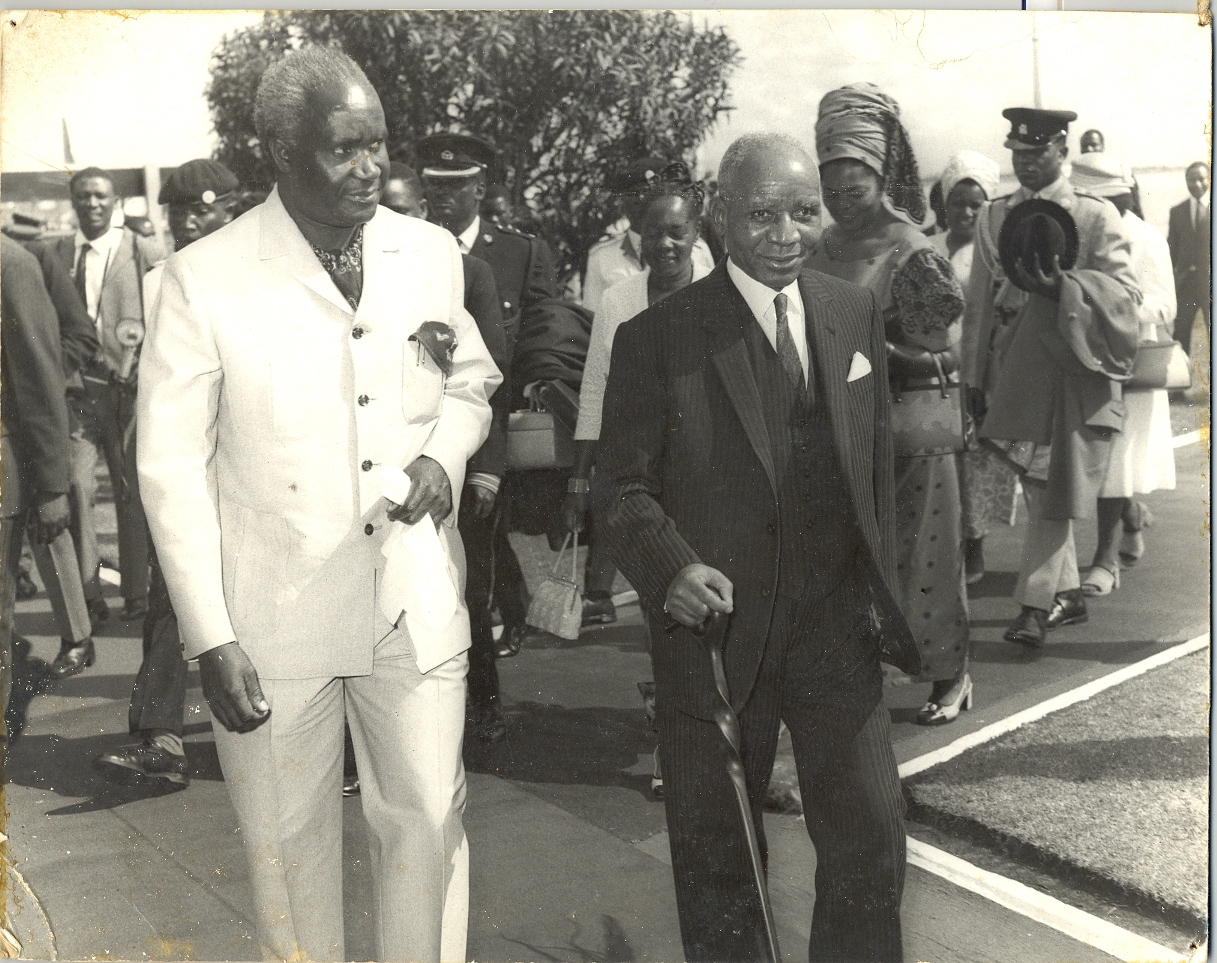
말라위의 대통령 헤이스팅스 반다 박사와 카운다

1964년 카운다는 자신에게 거의 절대적인 권력을 주고 1991년 자신이 직위를 떠났을 때까지 지속된 룸파 교회 위기와 다루는 데 비상 지휘권을 선언하였다.  작은 규모에 시작된 폭력이 보고적으로 몇천명의 주민들이 사망한 작은 내전으로 확대되었다.
카운다는 증가적으로 반대를 용납하지 않게 되었고, 1968년 선거 동안 있었던 폭력에 이어 통일국가독립당을 제외한 모든 정당들을 금지시켰다.  1972년 그는 잠비아를 일당 국가로 만들었다.  1973년 10월 의회의 해산 후에 아프리카 국민회의는 존재하지 않았다.
카운다는 몇몇의 다른 방향들에 적을 막았다.  가장 공동적인 방법은 그들이 대통령을 위하여 출마하지 못했던 것을 보장하는 것이었다.  카운다가 각각의 주로부터 최소한 200명의 사절단으로부터 서명들을 가지는 데 각각의 대통령 후보를 요구한 새로운 통일국가독립당의 지배를 얻을 수 있었을 때 둘다 북로디지아로부터 독립을 위한 투쟁에 크게 연루된 국민 운동가들인 해리 음와앙가와 볼드윈 은쿰불라가 제거되었다.  또다른 잠재적인 대통령 후보 로버트 칠루웨도 또한 지지자들의 요구된 수를 얻을 수 없었다.  그는 자신의 은행 계좌가 동결되었을 때 결국적으로 파산을 선언하였다.  그는 또한 무례한 당의 리더십으로 기소된 자에게 처벌을 가했던 당의 무장 세력인 통일국가독립당 청년파에 의하여 매를 맞기도 하였다.
1978년 통일국가독립당 선거를 위하여 카운다의 유일한 후보자를 반대한 독립 운동의 또다른 지도자 사이먼 카프웨프웨는 대통령직으로 지명될 수 있던 최소한 5년에 통일국가독립당에서 당원들을 지냈던 사람들만 때분에 카운다를 상대로 출마하는 데 자신이 적격이지 않았던 것이 말해졌을 때 정치적 과정으로부터 효과적으로 제거되었다.
더이상 반대가 남아있지 않으면서 카운다는 개인숭배의 창조를 육성하였다.  그는 "잠비아의 인문주의"로 불린 국가적 이념을 개발하였다.  자신의 이념을 정교화하는 데 카운다는 몇몇의 책들을 저서하였다 - 〈잠비아에서 인문주의와 그 이행으로 안내〉1·2·3부.  잠비아의 인문주의에 다른 발단들은〈잠비아의 인문주의의 기초〉(티머시 칸데케 저),〈잠비아의 인문주의, 종교와 사회 도덕〉(클리브 딜리언멀론 저)과 〈잠비아의 인문주의:어떤 영적과 경제적 도전들〉(저스틴 B. 줄루 저)이다.
1967년 카운다는 중공과 조약을 맺고, 2년 후에 전체의 해외 산업과 주식회사들을 국유화하였다.  1972년 국회는 통일국가독립당을 유일한 법적인 정다으로 지배하는 것을 만든 법률을 통과시켰다.  전체의 다른 정당들은 잔인하게 억압을 당하였다.  교도소들은 정치적 반대자와 대통령의 비평가들과 함께 채워졌다.  그러고나서 잠비아는 소련과 조약을 맺었다.  소련의 지도자를 포함한 어떤 최고 계급의 소련 공무원들이 잠비아를 방문하였다.  소련, 조선민주주의인민공화국과 쿠바의 군사 조언자들이 일반적인 광경이었다.
1967년과 1972년 사이에 잠비아는 마르크스주의 혁명 운동들의 구색을 맡았다.  앙골라 해방인민운동, 모잠비크 해방전선, 짐바브웨 아프리카 국가연합, 짐바브웨 아프리카 인민연합, 남서아프리카 인민기구, 아프리카주 의회와 아프리카 국민회의는 전부 잠비아를 모잠비크, 앙골라, 남서아프리카, 로디지아와 남아프리카공화국 같은 이웃 국가들에 군사 혹은 테러 공격을 위한 발사대로서 이용하였다.  남서아프리카 인민기구와 아프리카 국민회의는 그들을 반대한 자들을 위하여 잠비아에서 수용소들마저 운영하였다.  탈출한 자들은 잠비아 경찰에 의하여 잡혀 고문 혹은 사형을 위하여 남서아프리카 인민기구와 아프리카 국민회의로 도로 넘겨졌다.  남서아프리카 인민기구와 아프리카 국민회의의 수천명 일원들이 또한 잠비아 국토에 자신들의 국민들에 의하여 살해되었다.

### 교육 정책

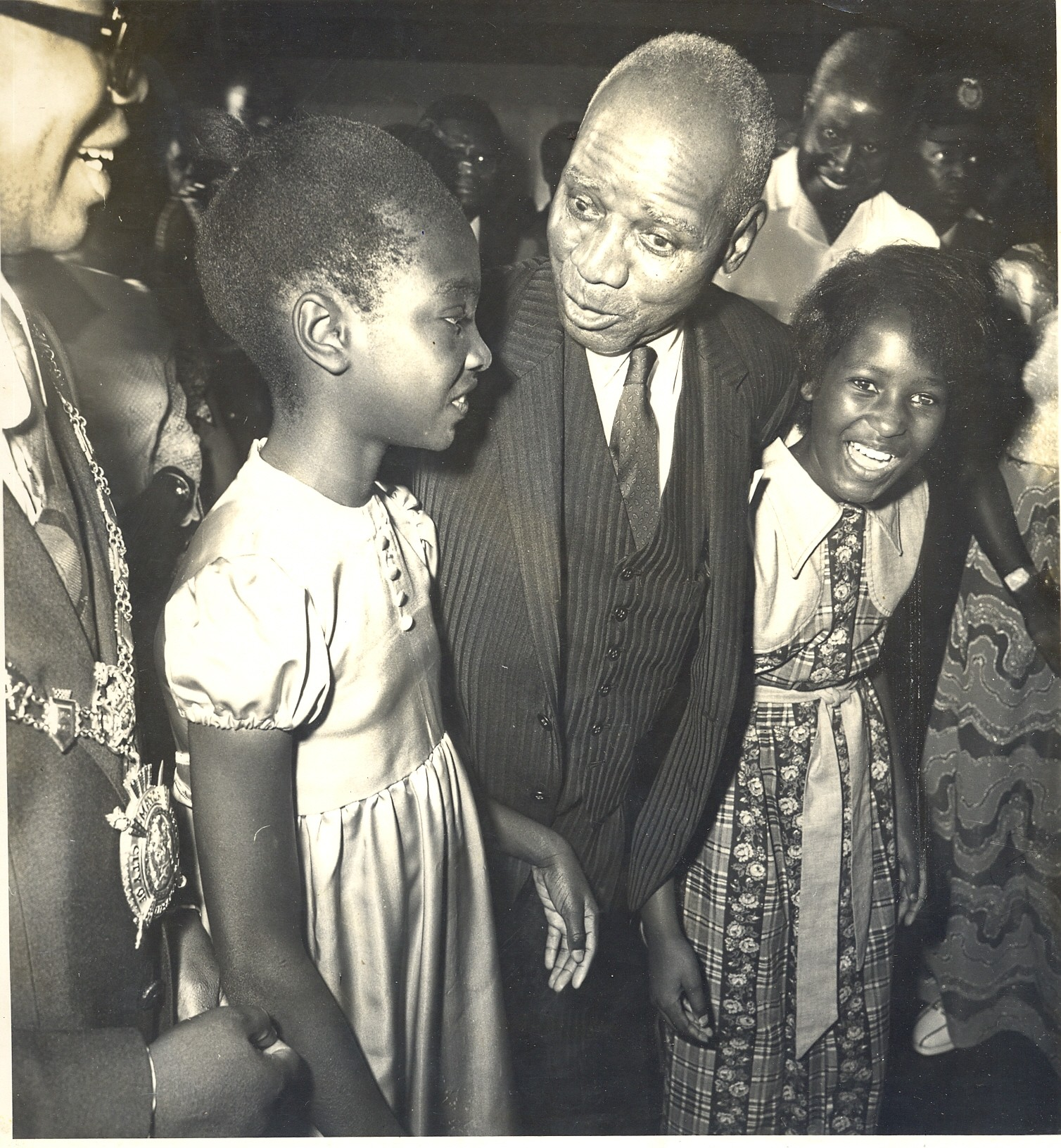
잠비아에서 어린 소녀들과 있던 은과지 상호 작용. 뒤에 카운다 대통령이 보인다.

독립 당시 잠비아는 겨우 109명의 대학 졸업생들이 있었고, 인구의 0.5 퍼센트보다 적게 초등 교육을 완료한 것으로 측정되었다.  국가의 교육 제도는 모든 영국의 전직 식민지들에서 가장 부족하게 개발된 것들 중의 하나였다.  카운다는 부모들의 지불 능력에 관계없이 전체의 어린이들이 무료의 연습장, 펜과 연필들이 주어진 정책을 세웠다.  부모들의 주요 책임은 교복을 사고, 토큰 학교 수수료를 내고 어린이들이 학교에 참석하는 것을 확실히 하는 것이었다.  하지만 모든 어린이들이 중등 학교에 갈 수 없었다.
잠비아 대학교는 전국의 잠비아 국민들이 자신들이 그 건설을 향하여 감당할 수 있었던 모든 것을 기부하는 데 용기를 얻은 후, 1966년 루사카에서 개교되었다.  카운다는 자신을 총장으로 임명하였고, 1969년 첫 졸업식에서 집행하였다.  의학 캠퍼스가 대학 강의 병원 근처에 있는 리지웨이에 위치했던 동안 메인 캠퍼스는 그레이트 이스트 로드에 자리가 잡혀졌다.  1979년 또다른 캠퍼스가 키트웨에 있는 잠비아 공과 대학교에서 설립되었다.  1988년 키트웨 캠퍼스는 개량되었고, 코퍼벨트 대학교로 다시 이름을 지어 경영학, 산업 연구와 환경 연구를 제공하였다.  잠비아 대학교는 농업, 교육, 공학, 인문학과 사회학, 법학, 의학, 광업, 자연 과학과 수의학을 제공하였다.  공학과 의학 과정들은 각각 5년과 7년 가도 기초 프로그램은 4년 간다.
카운다 시대 도안 설립된 다른 제 3 단계 기관들은 직업에 집중되었고, 기술 교육 직업 훈련부의 보호 아래 떨어졌다.  그들은 에벌리 혼 응용 예술 상과 대학과 자연 자원 개발 대학 (둘다 루사카 소재), 은돌라에서 노던 기술 대학, 리빙스턴에 있는 리빙스턴 전문 대학과 교사 훈련 대학들을 포함한다.

### 경제 정책
독립 당시 잠비아는 백인과 외국인들의 큰 통제 아래 경제와 함께 한 국가였다.  예를 들어 영국 남아프리카 회사 (BSAC)는 1890년 불로지의 대지와 함께 조인된 양보에서 얻은 것을 청구한 상업적 자산과 광물권을 유지하였다.  그것을 수용하겠다고 위협함으로써 독립의 전날 카운다는 영국 남아프리카 회사가 그 광물권을 잠비아의 차기 정부에게 할당하도록 관리하였다.
1975년 구리의 가격에서 하락과 수출 수입의 심한 감소는 잠비아가 국제 통화 기금 (IMF)에게 막대한 지불 잔액과 빚을 지는 결과를 가져왔다.  카운다의 리더십 아래 잠비아는 개발 계획 전국 위원회의 지시 아래 국가 개발 계획들의 프로그램을 세웠는 데 처음에 제1차 국내 개발 계획 (1966년 ~ 71년)에 의하여 따라진 과도 개발 계획이었다.  이 2개의 계획들은 기반 시설과 제조업에서 주요 투자를 위하여 마련하였다.  그것들은 정통적으로 성공하였다.  이것은 후속의 계획들을 위하여 진실이 아니었다.
잠비아 경제의 구조에서 주요 전환은 1968년 4월의 물룽구시 개혁과 함께 왔는 데 정부는 산업 개발 주식회사 (INDECO)에 의하여 통제되는 데 다수의 주요 외국 소유 상사들에서 지분 (보통 51 퍼센트 혹은 이상)을 취득하는 데 그 의향을 선언하였다.  1970년 1월까지 잠비아는 2개의 주요 해외 광업 주식회사들 - 앵글로 아메리칸 주식회사와 로디지아 선택 신탁회사 (RST)의 잠비아 운영에서 다수 보유를 취득하였으며 2개의 회사는 각각 은창가 통합 구리 광산 (NCCM)과 론 통합 광산 (RCM)이 되었다.
카운다는 정부에 의하여 전체적 혹은 부분적으로 소유 혹은 통제된 새로운 회사인 광산 개발 주식회사 (MINDECO)의 창조를 공고하였다.  금융 개발 주식회사 (FINDECO)는 보험 회사들과 사회 건설의 통제를 얻는 데 잠비아 정부를 허용하였다.
하지만 바클리즈, 스탠다드차타드 은행과 그린들리 은행 같은 해외 소유 은행들은 성공적으로 인수에 저항하였다.  하지만 1971년 산업 개발 주식회사, 광산 개발 주식회사와 금융 개발 주식회사는 카운다가 의장으로서 함께 사하라 사막 이남의 아프리카에서 가장 큰 회사들 중의 하나를 창조하는 데 정부 소유의 실재 혹은 준위적의 잠비아 산업 광산 주식회사 (ZIMCO) 아래 함께 사들여졌다.  앵글로 아메리칸과 론 통합 광산에 의하여 수행된 광산들의 나날의 운영들 아래 경영 계약들은 1973년에 끝났다.  1982년 은창가 통합 구리 광산과 로디지아 선택 신탁회사는 거대한 잠비아 통합 구리 광산 회사 (ZCCM)으로 합병되었다.
불행하게도 카운다의 통치를 넘어서 있었던 이벤트들은 물론 이 정책들은 국내 개발을 위하여 국가의 계획들을 망치려고 하였다.  1973년 석유 가격의 대폭 상승은 1975년 구리 가격의 하락과 수출 수입의 감소에 의하여 이어졌다.  1973년 구리의 가격은 전체 수출 수입의 95 퍼센트를 차지하였으며 이 일은 1975년 세계 시장에 가치가 절반으로 감소하였다.  1976년 잠비아는 수지 균형 위기를 가졌고, 국제 통화 기금으로 막대한 빚을 졌다.  제3차 국내 개발 계획 (1978년 ~ 83년)은 위기 관리가 장기 계획을 대체하면서 버려져야 했다.
1980년대 중반에 잠비아는 그 국내총생산에 관련하여 세계에서 가장 빚을 진 국가들 중의 하나였다.  국제 통화 기금은 잠비아 정부가 경제를 안정시키고, 구리에 의지를 줄이는 데 재구성하는 것에 목표를 둔 프로그램을 소개해야 한다는 것을 추천하였다.  제안된 조치들은 가격 통제의 종말, 콰차화의 저하, 정부 지출 삭감, 식량과 비료에 보조금 취소와 농산물의 상승한 가격들을 포함한다.  카운다의 식량 보조금의 제거는 기본 식료품의 가격에서 엄청난 상승을 일으켰으며 국가의 도시 인구는 항의에서 폭동을 일으켰다.  절망적으로 카운다는 1987년 5월 국제 통화 기금과 헤어지고 1988년 새경제 회복 프로그램을 소개하였다.  하지만 이 일은 성공을 이루는 데 실패하였고, 그는 결국적으로 1989년 국제 통화 기금과 새로운 이해를 향하여 나아갔다.
1990년 소련과 동구권의 붕괴와 함께 카운다는 주요 정책 전환을 하는 데 앙요되었으며 그는 부분적으로 다양한 국가 소유의 주식회사들을 민영화하는 데 의도를 발표하였다.  하지만 이 변화들은 경제적 위기들의 큰 결과였던 그의 권력으로부터 떨어지는 것을 방지하는 데 너무 늦게 왔다.

### 외교 정책

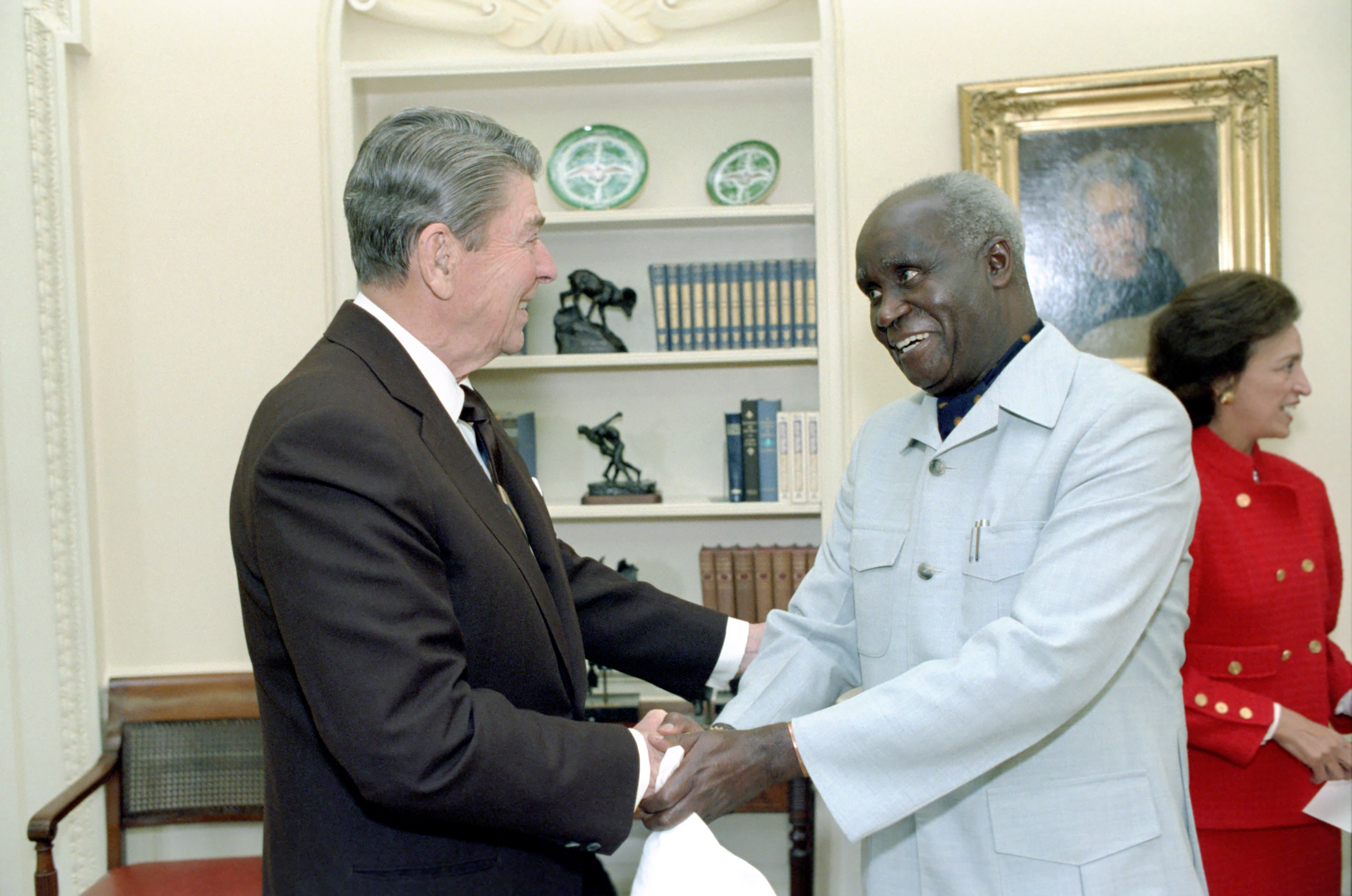
백악관에서 로널드 레이건 대통령과 함께 (1987년 10월 8일)

자신의 대통령직 초기 동안 그는 반아파르트헤이트 운동의 노골적인 지지자였으며 로디지아에서 이언 스미스의 소수 지배를 반대하였다.  위에서 언급한대로 카운다는 짐바브웨 아프리카 인민연합과 짐바브웨 아프리카 국가연합과 아프리카 국민회의 같은 몇몇의 아프리카의 해방 전선들이 잠비아에서 본부를 세우는 데 허용하였다.  로디지아와 남아프리카공화국 둘다에서 투쟁과 앙골라, 모잠비크와 나미비아에서 일어난 그 분파 전쟁들은 그들이 국가의 주요 무역 상대국으로서 잠비아에 큰 경제적 부담을 놓았다.  1990년 넬슨 만델라가 석방되었을 때 그가 방문한 첫 국가는 잠비아였다.
냉전의 세월 동안 카운다는 이른바 "비동맹 운동"의 강한 지지자였다.  그는 1970년 루사카에서 비동맹 운동 정상 회의를 주최하였고, 1970년부터 1973년까지 운동의 사무총장을 지냈다.  그는 잠비아에서 많은 프로젝트에 지원을 마련한 중공과 따뜻한 관계를 유지하였다.  그는 또한 유고슬라비아의 장기적 지도자 요시프 티토와 가까운 우정을 가지기도 하였다.  그는 주로 자신의 경제와 사회 정책들에 추가에 아파르트헤이트에 서방의 눈이 먼 것으로 보았던 것에 로널드 레이건 미국 대통령과 마거릿 대처 영국 총리와 빈번한 다른점들을 가졌다.  1980년대 후반에 제1차 걸프 전쟁에 대비하여 카운다는 잠비아에 석유를 공급하는 데 자신이 다양한 협정을 맺은 사담 후세인과 함께 우정을 개발하였다.

## 권력으로부터 몰락
결국적으로 경제적 위기와 더욱 민주적을 위하여 증가하는 국제적 압력은 수많은 세월 동안 그를 간직한 지배들을 변화시키는 데 카운다를 강요하였다.  그를 비판하는 데 두려워했던 사람들은 이제 역량에 도전하는 데 대담하였다.  그의 가까운 친구 줄리어스 니에레레는 1985년 탄자니아에서 대통령직으로부터 물러났고 소송을 따르는 데 조용히 카운다에게 용기를 주고 있었다.  다당 정치로 복귀를 위하여 압력이 증가하였고, 카운다는 결국 양보하여 다당 민주주의 운동 (MMD)이 이겼던 1991년 새로운 선거를 요구하였다.  그해 11월 2일 다당 민주주의 운동의 당수 프레더릭 칠루바가 대통령으로서 취임과 함께 직무를 떠났다.

## 대통령직 이후
대통령직을 위하여 자신의 낙찰 후에 칠루바는 카운다가 잠비아인이 아닌 이웃 국가 말라위에서 왔다는 근거로 추방하려고 시도하였다.  칠루바의 리더십 아래 다당 민주주의 운동이 지배한 정부는 헌법을 수정하여 대통령직에서 해외 퍼센티지와 함께 한 시민들을 금지하였고, 1996년 다음 선거에 나가는 것으로부터 카운다를 방지하였다.  카운다는 실패한 1997년 쿠데타 시도에서 연루된 것에 고발된 후 정계로부터 은퇴하였다.
은퇴 후, 카운다는 다양한 자선 조직들에 연루되었다.  2002년부터 2004년까지 그는 보스턴 대학교에 있는 기숙사에서 아프리카 회장이었다.

## 사망

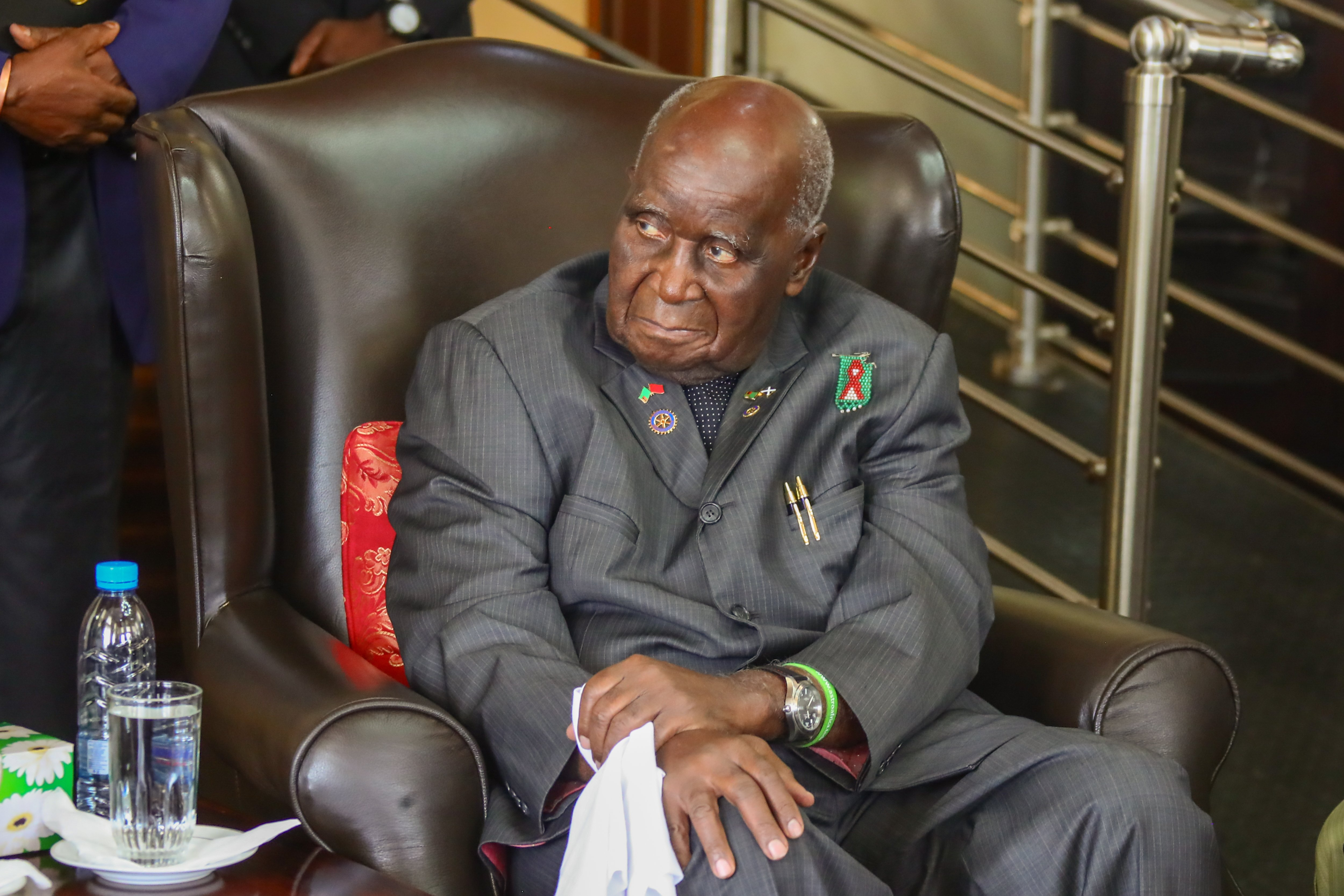
말년의 카운다

2021년 6월 14일 카운다는 알려지지 않은 의학적 상태를 위하여 치료를 받는 데 루사카에 있는 마이나 소코 군사 병원에 입원하였다.  잠비아 정부는 그의 건강 상태가 확실하지 않았어도 그를 회복하게 만드는 데 의료진들이 최선을 다하고 있었다고 말하였다.  6월 15일 그의 의사에 의하면 그의 건강에 다시 생긴 문제로 있던 폐렴을 위하여 치료를 받고 있었다는 것이 드러났다.  6월 17일 병원에서 단기적 지병 후에 97세의 나이로 그가 사망했다는 것이 확증되었다.  그는 30명의 손자, 손녀와 11명의 증손자, 증손녀들에 의하여 생존되었다.

## 유산
오늘날 잠비아는 사하라 사막 이남 아프리카의 가장 고도로 도시화된 국가들 중의 하나이다.  시골 지역들이 인구 부족에 있고, 실업과 불완전 고용이 심각한 문제들인 동안 국가의 1천만 인구의 대략 5백만은 몇몇 도시 구역들에 집중되었다.  1 인당 연간 소득은 현재 국가를 세계에서 가장 가난한 국가들 중에 놓은 그들의 독립 수준에서 대략 절반에 있다.  사회적 지표는 지속적으로 쇠퇴하며 특별히 출생에 기대 수명 측정 (대략 35년)과 모성과 영아 사망률 (1,000명의 산출산에 95명)에서이다.  한해에 2.3 퍼센트의 높은 인구 증가율은 1인당 국민소득이 증가하는 데 어렵게 만든다.  국가의 경제 성장률은 상승하는 의료비, 거리의 어린이들과 정부에 놓인 경제적 부담으로 추가된 근로자 생산성에 쇠퇴 같은 그 빠른 인구 상승과 HIV/AIDS 전염병의 영향을 지지할 수 없다.
케네스 카운다는 잠비아의 초대 대통령이자 잠비아의 독립 운동의 주요 지도자들 중의 하나였다.  그러나 그가 이용한 많은 방법들, 그리고 소련과 쿠바와 그의 동맹은 그를 잘못된 사회주의 혁명가로 낙인찍었다.  어떤이들을 위하여 그는 자신의 "일당" 국가와 함께 독재 통치자로서 기억되었다.  그러나 많은 아프리카인들을 위하여 특히 아파르트헤이트에 그의 치열한 평생 반대 때문에 카운다는 근대 아프리카의 건국의 아버지들 중의 하나로 여겨졌다.

## 역대 선거 결과
| 선거명      | 직책명        | 대수 | 정당           | 득표율 | 득표수      | 결과 | 당락 |
| ----------- | ------------- | ---- | -------------- | ------ | ----------- | ---- | ---- |
| 1968년 선거 | 잠비아 대통령 | 1대  | 통일국가독립당 | 81.82% | 1,079,970표 | 1위  |      |
| 1973년 선거 | 잠비아 대통령 | 1대  | 통일국가독립당 | 88.83% | 581,245표   | 1위  |      |
| 1978년 선거 | 잠비아 대통령 | 1대  | 통일국가독립당 | 80.74% | 1,026,127표 | 1위  |      |
| 1983년 선거 | 잠비아 대통령 | 1대  | 통일국가독립당 | 95.38% | 1,453,029표 | 1위  |      |
| 1988년 선거 | 잠비아 대통령 | 1대  | 통일국가독립당 | 95.50% | 1,414,000표 | 1위  |      |
| 1991년 선거 | 잠비아 대통령 | 2대  | 통일국가독립당 | 24.23% | 311,022표   | 2위  | 낙선 |

## 같이 보기
- 마이클 사타